# 8-idrossichinolina
La 8-idrossichinolina (o ossina) è un derivato della chinolina.
A temperatura ambiente si presenta come un solido bianco quasi inodore. È un composto nocivo.
Sia l'8-idrossichinolina che i suoi complessi metallici agiscono come inibitori della trascrizione dell'RNA e ciò conferisce loro proprietà disinfettanti e antisettiche.
È utilizzata, fra l'altro, per la determinazione dell'alluminio in campioni di acque.
In soluzioni ammoniacali, forma col catione Mg2+ un complesso insolubile di colore giallo-verdastro, che può essere adoperato per separare efficacemente il magnesio dagli altri metalli del primo e del secondo gruppo; tale separazione viene però disturbata dalla presenza di cationi di metalli di transizione, che co-precipitano.
Nel 2013 lo staff di Xiaohui Qiu presso il National Centre for Nanoscience and Technology, Cina, è riuscito a visualizzare per la prima volta nella storia un legame a idrogeno, utilizzando una molecola di idrossichinolina.